# National Football League 1997
La stagione NFL 1997 fu la 78ª stagione sportiva della National Football League, la massima lega professionistica statunitense di football americano. La finale del campionato, il Super Bowl XXXII, si disputò il 25 gennaio 1998 al Qualcomm Stadium di San Diego, in California e si concluse con la vittoria dei Denver Broncos sui Green Bay Packers per 31 a 24. La stagione iniziò il 31 agosto 1997 e si concluse con il Pro Bowl 1998 che si tenne il 1º febbraio 1998 a Honolulu.
In questa stagione gli Houston Oilers vennero trasferiti da Houston, nel Texas a Nashville, in Tennessee e vennero contestualmente ridenominati Tennessee Oilers. Il loro nuovo stadio di casa divenne il Liberty Bowl Memorial Stadium di Memphis, in attesa della costruzione del nuovo stadio a Nashville.

## Modifiche alle regole
- Venne dichiarata inapplicabile la penalità di interferenza sul passaggio (pass interference) durante le finte di punt seguite da un lancio sui difensori più esterni, in quanto solitamente essi tentano di bloccare gli avversari che corrono in profondità per la copertura del punt.
- Venne introdotto il divieto ai giocatori di togliersi il casco sul campo di gioco tranne che durante i time-out o alla fine dei quarti di gioco. Tale regola, chiamata la regola Emmitt Smith, venne introdotta per limitare i festeggiamenti dopo i touchdown in cui appunto il running back dei Dallas Cowboys era solito levarsi il casco.

## Stagione regolare
La stagione regolare iniziò il 31 agosto e terminò il 22 dicembre 1997, si svolse in 17 giornate durante le quali ogni squadra disputò 16 partite.

### Risultati della stagione regolare
- V = Vittorie, S = Sconfitte, P = Pareggi, PCT = Percentuale di vittorie, PF = Punti Fatti, PS = Punti Subiti
- La qualificazione ai play-off è indicata in verde (tra parentesi il seed)

| AFC East                 |    |    |   |     |     |     |
| Squadra                  | V  | S  | P | PCT | PF  | PS  |
| (3) New England Patriots | 10 | 6  | 0 | 625 | 369 | 289 |
| (6) Miami Dolphins       | 9  | 7  | 0 | 563 | 339 | 327 |
| New York Jets            | 9  | 7  | 0 | 563 | 348 | 287 |
| Buffalo Bills            | 6  | 10 | 0 | 375 | 255 | 367 |
| Indianapolis Colts       | 3  | 13 | 0 | 188 | 313 | 401 |

| NFC East            |    |    |   |     |     |     |
| Squadra             | V  | S  | P | PCT | PF  | PS  |
| (3) New York Giants | 10 | 5  | 1 | 656 | 307 | 265 |
| Washington Redskins | 8  | 7  | 1 | 531 | 327 | 289 |
| Philadelphia Eagles | 6  | 9  | 1 | 406 | 317 | 372 |
| Dallas Cowboys      | 6  | 10 | 0 | 375 | 304 | 314 |
| Arizona Cardinals   | 4  | 12 | 0 | 250 | 283 | 379 |

| AFC Central              |    |   |   |     |     |     |
| Squadra                  | V  | S | P | PCT | PF  | PS  |
| (2) Pittsburgh Steelers  | 11 | 5 | 0 | 688 | 372 | 307 |
| (5) Jacksonville Jaguars | 11 | 5 | 0 | 688 | 394 | 318 |
| Tennessee Oilers         | 8  | 8 | 0 | 500 | 333 | 310 |
| Cincinnati Bengals       | 7  | 9 | 0 | 438 | 355 | 405 |
| Baltimore Ravens         | 6  | 9 | 1 | 406 | 326 | 345 |

| NFC Central              |    |    |   |     |     |     |
| Squadra                  | V  | S  | P | PCT | PF  | PS  |
| (2) Green Bay Packers    | 13 | 3  | 0 | 813 | 422 | 282 |
| (4) Tampa Bay Buccaneers | 10 | 6  | 0 | 625 | 299 | 263 |
| (5) Detroit Lions        | 9  | 7  | 0 | 563 | 379 | 306 |
| (6) Minnesota Vikings    | 9  | 7  | 0 | 563 | 354 | 359 |
| Chicago Bears            | 4  | 12 | 0 | 250 | 263 | 421 |

| AFC West               |    |    |   |     |     |     |
| Squadra                | V  | S  | P | PCT | PF  | PS  |
| (1) Kansas City Chiefs | 13 | 3  | 0 | 813 | 375 | 232 |
| (4) Denver Broncos     | 12 | 4  | 0 | 750 | 472 | 287 |
| Seattle Seahawks       | 8  | 8  | 0 | 500 | 365 | 362 |
| Oakland Raiders        | 4  | 12 | 0 | 250 | 324 | 419 |
| San Diego Chargers     | 4  | 12 | 0 | 250 | 266 | 425 |

| NFC West                |    |    |   |     |     |     |
| Squadra                 | V  | S  | P | PCT | PF  | PS  |
| (1) San Francisco 49ers | 13 | 3  | 0 | 813 | 375 | 265 |
| Carolina Panthers       | 7  | 9  | 0 | 438 | 265 | 314 |
| Atlanta Falcons         | 7  | 9  | 0 | 438 | 320 | 361 |
| New Orleans Saints      | 6  | 10 | 0 | 375 | 237 | 327 |
| Saint Louis Rams        | 5  | 11 | 0 | 313 | 299 | 359 |

## Play-off
I play-off iniziarono con il Wild Card Weekend il 27 e 28 dicembre 1997. I Divisional Playoff si giocarono il 3 e 4 gennaio 1998 e i Conference Championship Game l'11 gennaio. Il Super Bowl XXXII si giocò il 25 gennaio al Qualcomm Stadium di San Diego.

### Seeding
| Seed | American Football Conference                | National Football Conference              |
| ---- | ------------------------------------------- | ----------------------------------------- |
| 1    | Kansas City Chiefs (vincitori AFC West)     | San Francisco 49ers (vincitori NFC West)  |
| 2    | Pittsburgh Steelers (vincitori AFC Central) | Green Bay Packers (vincitori NFC Central) |
| 3    | New England Patriots (vincitori AFC East)   | New York Giants (vincitori NFC East)      |
| 4    | Denver Broncos                              | Tampa Bay Buccaneers                      |
| 5    | Jacksonville Jaguars                        | Detroit Lions                             |
| 6    | Miami Dolphins                              | Minnesota Vikings                         |

### Incontri
| Wild Card Game | Wild Card Game                   | Wild Card Game                   | Wild Card Game                   |    |               | Divisional Play-off       | Divisional Play-off              | Divisional Play-off       |                                   |                                   | Conference Championship           | Conference Championship | Conference Championship |  |  | Super Bowl XXXII | Super Bowl XXXII | Super Bowl XXXII | Super Bowl XXXII | Super Bowl XXXII |
|                |                                  |                                  |                                  |    |               |                           |                                  |                           |                                   |                                   |                                   |                         |                         |  |  |                  |                  |                  |                  |                  |
|                | 28 dicembre - Houlihan's Stadium | 28 dicembre - Houlihan's Stadium | 28 dicembre - Houlihan's Stadium |    |               | 4 gennaio - Lambeau Field | 4 gennaio - Lambeau Field        | 4 gennaio - Lambeau Field |                                   |                                   |                                   |                         |                         |  |  |                  |                  |                  |                  |                  |
|                | 28 dicembre - Houlihan's Stadium | 28 dicembre - Houlihan's Stadium | 28 dicembre - Houlihan's Stadium |    |               | 4 gennaio - Lambeau Field | 4 gennaio - Lambeau Field        | 4 gennaio - Lambeau Field |                                   |                                   |                                   |                         |                         |  |  |                  |                  |                  |                  |                  |
|                | 28 dicembre - Houlihan's Stadium | 28 dicembre - Houlihan's Stadium | 28 dicembre - Houlihan's Stadium |    |               | 4 gennaio - Lambeau Field | 4 gennaio - Lambeau Field        | 4 gennaio - Lambeau Field |                                   |                                   |                                   |                         |                         |  |  |                  |                  |                  |                  |                  |
|                | 28 dicembre - Houlihan's Stadium | 28 dicembre - Houlihan's Stadium | 28 dicembre - Houlihan's Stadium |    |               | 4 gennaio - Lambeau Field | 4 gennaio - Lambeau Field        | 4 gennaio - Lambeau Field |                                   |                                   |                                   |                         |                         |  |  |                  |                  |                  |                  |                  |
|                | 5                                | Detroit                          | 10                               |    |               | 4 gennaio - Lambeau Field | 4 gennaio - Lambeau Field        | 4 gennaio - Lambeau Field |                                   |                                   |                                   |                         |                         |  |  |                  |                  |                  |                  |                  |
|                | 5                                | Detroit                          | 10                               | 4  | Tampa Bay     | 7                         |                                  |                           |                                   |                                   |                                   |                         |                         |  |  |                  |                  |                  |                  |                  |
|                | 4                                | Tampa Bay                        | 20                               | 4  | Tampa Bay     | 7                         |                                  |                           | 11 gennaio - 3Com Park            | 11 gennaio - 3Com Park            | 11 gennaio - 3Com Park            |                         |                         |  |  |                  |                  |                  |                  |                  |
|                | 4                                | Tampa Bay                        | 20                               | 2  | Green Bay     | 21                        |                                  |                           | 11 gennaio - 3Com Park            | 11 gennaio - 3Com Park            | 11 gennaio - 3Com Park            |                         |                         |  |  |                  |                  |                  |                  |                  |
|                |                                  |                                  |                                  | 2  | Green Bay     | 21                        |                                  |                           | 11 gennaio - 3Com Park            | 11 gennaio - 3Com Park            | 11 gennaio - 3Com Park            |                         |                         |  |  |                  |                  |                  |                  |                  |
|                |                                  |                                  |                                  |    |               |                           |                                  |                           | 11 gennaio - 3Com Park            | 11 gennaio - 3Com Park            | 11 gennaio - 3Com Park            |                         |                         |  |  |                  |                  |                  |                  |                  |
|                | 27 dicembre - Giants Stadium     | 27 dicembre - Giants Stadium     | 27 dicembre - Giants Stadium     | 2  | Green Bay     | 23                        |                                  |                           |                                   |                                   |                                   |                         |                         |  |  |                  |                  |                  |                  |                  |
|                | 27 dicembre - Giants Stadium     | 27 dicembre - Giants Stadium     | 27 dicembre - Giants Stadium     | 2  | Green Bay     | 23                        | 3 gennaio - 3Com Park            |                           |                                   |                                   |                                   |                         |                         |  |  |                  |                  |                  |                  |                  |
|                | 27 dicembre - Giants Stadium     | 27 dicembre - Giants Stadium     | 27 dicembre - Giants Stadium     |    | 1             | San Francisco             | 10                               |                           |                                   |                                   |                                   |                         |                         |  |  |                  |                  |                  |                  |                  |
|                | 27 dicembre - Giants Stadium     | 27 dicembre - Giants Stadium     | 27 dicembre - Giants Stadium     |    | 1             | San Francisco             | 10                               |                           |                                   |                                   |                                   |                         |                         |  |  |                  |                  |                  |                  |                  |
|                | 6                                | Minnesota                        | 23                               |    |               |                           |                                  |                           |                                   |                                   |                                   |                         |                         |  |  |                  |                  |                  |                  |                  |
|                | 6                                | Minnesota                        | 23                               | 6  | Minnesota     | 22                        |                                  |                           |                                   |                                   |                                   |                         |                         |  |  |                  |                  |                  |                  |                  |
|                | 3                                | N.Y. Giants                      | 22                               | 6  | Minnesota     | 22                        |                                  |                           | 25 gennaio - Qualcomm Stadium     | 25 gennaio - Qualcomm Stadium     | 25 gennaio - Qualcomm Stadium     |                         |                         |  |  |                  |                  |                  |                  |                  |
|                | 3                                | N.Y. Giants                      | 22                               | 1  | San Francisco | 38                        |                                  |                           | 25 gennaio - Qualcomm Stadium     | 25 gennaio - Qualcomm Stadium     | 25 gennaio - Qualcomm Stadium     |                         |                         |  |  |                  |                  |                  |                  |                  |
|                |                                  |                                  |                                  | 1  | San Francisco | 38                        |                                  |                           |                                   | 25 gennaio - Qualcomm Stadium     | 25 gennaio - Qualcomm Stadium     |                         |                         |  |  |                  |                  |                  |                  |                  |
|                |                                  |                                  |                                  |    |               |                           |                                  |                           |                                   | 25 gennaio - Qualcomm Stadium     | 25 gennaio - Qualcomm Stadium     |                         |                         |  |  |                  |                  |                  |                  |                  |
|                | 27 dicembre - Mile High Stadium  | 27 dicembre - Mile High Stadium  | 27 dicembre - Mile High Stadium  | N2 | Green Bay     | 24                        |                                  |                           |                                   |                                   |                                   |                         |                         |  |  |                  |                  |                  |                  |                  |
|                | 27 dicembre - Mile High Stadium  | 27 dicembre - Mile High Stadium  | 27 dicembre - Mile High Stadium  | N2 | Green Bay     | 24                        | 4 gennaio - Arrowhead Stadium    |                           |                                   |                                   |                                   |                         |                         |  |  |                  |                  |                  |                  |                  |
|                | 27 dicembre - Mile High Stadium  | 27 dicembre - Mile High Stadium  | 27 dicembre - Mile High Stadium  |    | A4            | Denver                    | 31                               |                           |                                   |                                   |                                   |                         |                         |  |  |                  |                  |                  |                  |                  |
|                | 27 dicembre - Mile High Stadium  | 27 dicembre - Mile High Stadium  | 27 dicembre - Mile High Stadium  |    | A4            | Denver                    | 31                               |                           |                                   |                                   |                                   |                         |                         |  |  |                  |                  |                  |                  |                  |
|                | 5                                | Jacksonville                     | 17                               |    |               |                           |                                  |                           |                                   |                                   |                                   |                         |                         |  |  |                  |                  |                  |                  |                  |
|                | 5                                | Jacksonville                     | 17                               | 4  | Denver        | 14                        |                                  |                           |                                   |                                   |                                   |                         |                         |  |  |                  |                  |                  |                  |                  |
|                | 4                                | Denver                           | 42                               | 4  | Denver        | 14                        |                                  |                           | 11 gennaio - Three Rivers Stadium | 11 gennaio - Three Rivers Stadium | 11 gennaio - Three Rivers Stadium |                         |                         |  |  |                  |                  |                  |                  |                  |
|                | 4                                | Denver                           | 42                               | 1  | Kansas City   | 10                        |                                  |                           | 11 gennaio - Three Rivers Stadium | 11 gennaio - Three Rivers Stadium | 11 gennaio - Three Rivers Stadium |                         |                         |  |  |                  |                  |                  |                  |                  |
|                |                                  |                                  |                                  | 1  | Kansas City   | 10                        |                                  |                           | 11 gennaio - Three Rivers Stadium | 11 gennaio - Three Rivers Stadium | 11 gennaio - Three Rivers Stadium |                         |                         |  |  |                  |                  |                  |                  |                  |
|                |                                  |                                  |                                  |    |               |                           |                                  |                           | 11 gennaio - Three Rivers Stadium | 11 gennaio - Three Rivers Stadium | 11 gennaio - Three Rivers Stadium |                         |                         |  |  |                  |                  |                  |                  |                  |
|                | 28 dicembre - Foxboro Stadium    | 28 dicembre - Foxboro Stadium    | 28 dicembre - Foxboro Stadium    | 4  | Denver        | 24                        |                                  |                           |                                   |                                   |                                   |                         |                         |  |  |                  |                  |                  |                  |                  |
|                | 28 dicembre - Foxboro Stadium    | 28 dicembre - Foxboro Stadium    | 28 dicembre - Foxboro Stadium    | 4  | Denver        | 24                        | 3 gennaio - Three Rivers Stadium |                           |                                   |                                   |                                   |                         |                         |  |  |                  |                  |                  |                  |                  |
|                | 28 dicembre - Foxboro Stadium    | 28 dicembre - Foxboro Stadium    | 28 dicembre - Foxboro Stadium    |    | 2             | Pittsburgh                | 21                               |                           |                                   |                                   |                                   |                         |                         |  |  |                  |                  |                  |                  |                  |
|                | 28 dicembre - Foxboro Stadium    | 28 dicembre - Foxboro Stadium    | 28 dicembre - Foxboro Stadium    |    | 2             | Pittsburgh                | 21                               |                           |                                   |                                   |                                   |                         |                         |  |  |                  |                  |                  |                  |                  |
|                | 6                                | Miami                            | 3                                |    |               |                           |                                  |                           |                                   |                                   |                                   |                         |                         |  |  |                  |                  |                  |                  |                  |
|                | 6                                | Miami                            | 3                                | 3  | New England   | 6                         |                                  |                           |                                   |                                   |                                   |                         |                         |  |  |                  |                  |                  |                  |                  |
|                | 3                                | New England                      | 17                               | 3  | New England   | 6                         |                                  |                           |                                   |                                   |                                   |                         |                         |  |  |                  |                  |                  |                  |                  |
|                | 3                                | New England                      | 17                               | 2  | Pittsburgh    | 7                         |                                  |                           |                                   |                                   |                                   |                         |                         |  |  |                  |                  |                  |                  |                  |

### Vincitore
| Vincitori del Super Bowl XXXII Denver Broncos 1º titolo |

## Premi individuali
| MVP della NFL                 | Brett Favre, Quarterback, Green Bay e Barry Sanders, Running back, Detroit |
| Allenatore dell'anno          | Jim Fassel, New York Giants                                                |
| Giocatore offensivo dell'anno | Barry Sanders, Running Back, Detroit                                       |
| Difensore dell'anno           | Dana Stubblefield, Defensive tackle, San Francisco 49ers                   |
| Rookie offensivo dell'anno    | Warrick Dunn, Running Back, Tampa Bay                                      |
| Rookie difensivo dell'anno    | Peter Boulware, Linebacker, Baltimore                                      |